# Vandkær (Sejerø Sogn)
 For alternative betydninger, se Vandkær. (Se også artikler, som begynder med Vandkær)
Vandkær er en lille samling huse mellem Sejerby og Mastrup på Sejerø. Der findes ikke noget kær på stedet, så hvorfra navnet stammer, vides ikke, men der har måske været et vandhul, som senere er drænet væk.
|  | Denne artikel om lokaliteten Vandkær (Sejerø Sogn) kan blive bedre, hvis der indsættes et (bedre) billede. Du kan hjælpe ved at afsøge Wikimedia Commons for et passende billede eller lægge et op på Wikimedia Commons med en af de tilladte licenser og indsætte det i artiklen. |

55°52′19″N 11°09′18″Ø / 55.87189°N 11.15500°Ø